# Roberto Echevarría
Roberto Etxebarria Arruti (Eibar, 6 maggio 1908 – Eibar, 17 febbraio 1981) è stato un calciatore spagnolo, di ruolo centrocampista.

## Carriera

### Club
Giocò tutta la carriera nel campionato spagnolo.

### Nazionale
Con la maglia della Nazionale ha giocato sette incontri.